# Tipi di laser
Questa è una lista dei tipi di laser noti finora, con le loro lunghezze d'onda operative e le loro applicazioni. Sono noti alcune migliaia di tipi di laser diversi, ma la maggior parte di essi è sperimentale e non è mai uscita dai laboratori.

## Lunghezze d'onda
Nell'immagine sottostante sono presentate le lunghezze d'onda dei laser commerciali.

## Laser a gas
| Mezzo e tipo di amplificazione laser | Lunghezza d'onda operativa                                                              | Sorgente di pompaggio                                                        | Usi e note |
| ------------------------------------ | --------------------------------------------------------------------------------------- | ---------------------------------------------------------------------------- | --- |
| Laser a elio-neon                    | 632,8 nm (543,5 nm, 593,9 nm, 611,8 nm, 1,1523 µm, 1,52 µm, 3,3913 µm)                  | Scarica elettrica                                                            | Interferometria, olografia, spettroscopia, scansione di codici a barre, allineamento, dimostrazioni ottiche. |
| Laser a ioni di argon                | 454,6 nm, 488,0 nm, 514,5 nm (351 nm, 457,9 nm, 465,8 nm, 476,5 nm, 472,7 nm, 528,7 nm) | Scarica elettrica                                                            | Fototerapia retinica (per diabete), litografia, microscopia confocale, pompaggio di altri laser. |
| Laser a ioni di kripton              | 416 nm, 530,9 nm, 568,2 nm, 647,1 nm, 676,4 nm, 752,5 nm, 799,3 nm                      | Scarica elettrica                                                            | Ricerca scientifica, mescolati con argon per ottenere laser a luce bianca per giochi di luci. |
| Laser a ioni di xeno                 | Molte righe spettrali dall'ultravioletto fino all'infrarosso.                           | Scarica elettrica                                                            | Ricerca scientifica. |
| Laser ad azoto                       | 337,1 nm                                                                                | Scarica elettrica                                                            | Pompaggio di laser a coloranti organici, misura dell'inquinamento ambientale, ricerca scientifica. I laser ad azoto possono funzionare in superradianza (cioè senza una cavità risonante). Costruzione di laser amatoriali. Vedi laser TEA |
| Laser ad anidride carbonica          | 10,6 µm, (9,4 µm)                                                                       | Scarica elettrica trasversale (alta potenza) o longitudinale (bassa potenza) | Lavorazione di materiali (taglio, saldatura, etc.). Chirurgia. |
| Laser a monossido di carbonio        | da 2,6 a 4 µm, da 4,8 a 8,3 µm                                                          | Scarica elettrica                                                            | Lavorazione di materiali (incisione, saldatura etc.), spettroscopia fotoacustica. |
| Laser a eccimeri                     | 193 nm (ArF), 248 nm (KrF), 308 nm (XeCl), 353 nm (XeF)                                 | Ricombinazione di eccimeri con una scarica elettrica                         | Litografia ultravioletta per fabbricazione di circuiti integrati, chirurgia laser, LASIK. |

## Laser chimici
I laser chimici sono usati come armi a energia diretta.
| Mezzo e tipo di amplificazione laser | Lunghezza d'onda operativa                                                  | Sorgente di pompaggio                                                                | Usi e note |
| ------------------------------------ | --------------------------------------------------------------------------- | ------------------------------------------------------------------------------------ | --- |
| Laser a fluoruro di idrogeno         | da 2,7 a 2,9 µm per il fluoruro di idrogeno (<80% trasmittanza atmosferica) | Reazione chimica in un flusso di combustione di etilene e trifluoruro di azoto (NF3) | Usato in ricerche sugli armamenti laser dal ministero della difesa degli Stati Uniti, funziona in onda continua e può raggiungere potenze dell'ordine del megawatt.                    |
| Laser a fluoruro di deuterio         | ~3800 nm (da 3,6 a 4,2 µm) (~90% trasmittanza atmosferica)                  | reazione chimica                                                                     | MIRACL, Proiettile a energia impulsiva e Laser tattico ad alta energia |
| COIL (Chemical Oxygen-Iodine Laser)  | 1,315 µm (<70% trasmittanza atmosferica)                                    | Reazione chimica in un flusso di ossigeno singoletto e iodio                         | Armamenti laser, ricerca scientifica e sui materiali, laser usati nel Laser aviotrasportato degli Stati Uniti. Funziona in onda continua e può avere potenze dell'ordine del megawatt. |

## Laser a coloranti organici
| Mezzo e tipo di amplificazione laser | Lunghezza d'onda operativa                                                                | Sorgente di pompaggio               | Usi e note |
| ------------------------------------ | ----------------------------------------------------------------------------------------- | ----------------------------------- | --- |
| Laser a coloranti                    | 390-435 nm (stilbene), 460-515 nm (cumarina 102), 570-640 nm (rodammina 6G) e molti altri | Altri laser, lampade stroboscopiche | Ricerca, spettroscopia, rimozione di voglie, separazione isotopica, applicazioni medicali. La gamma di sintonia del laser varia a seconda del particolare colorante usato. |

## Laser a vapori metallici
| Mezzo e tipo di amplificazione laser | Lunghezza d'onda operativa                                            | Sorgente di pompaggio                                                             | Usi e note                                                                                |
| ------------------------------------ | --------------------------------------------------------------------- | --------------------------------------------------------------------------------- | ----------------------------------------------------------------------------------------- |
| Laser a vapori elio-cadmio (HeCd)    | 441,563 nm, 325 nm                                                    | Scarica elettrica in vapore metallico mescolato con elio come gas di riempimento. | Stampa e fotocomposizione, esami per eccitazione della fluorescenza, ricerca scientifica. |
| Laser a vapori elio-mercurio (HeHg)  | 567 nm, 615 nm                                                        | Scarica elettrica in vapore metallico mescolato con elio come gas di riempimento. | Rari; ricerca scientifica, costruzione di laser amatoriali.                               |
| Laser a vapori elio-selenio (HeSe)   | fino a 24 lunghezze d'onda diverse fra l'infrarosso e l'ultravioletto | Scarica elettrica in vapore metallico mescolato con elio come gas di riempimento. | Rari; ricerca scientifica, costruzione di laser amatoriali.                               |
| Laser a vapori di rame               | 510,6 nm, 578,2 nm                                                    | Scarica elettrica                                                                 | Dermatologia, fotografia ad alta velocità, pompaggio per laser a coloranti organici.      |
| Laser a vapori d'oro                 | 627 nm                                                                | Scarica elettrica                                                                 | Rari, dermatologia e terapia fotodinamica.                                                |

## Laser a stato solido
| Mezzo e tipo di amplificazione laser                                                            | Lunghezza d'onda operativa                                  | Sorgente di pompaggio                                                                                | Usi e note |
| ----------------------------------------------------------------------------------------------- | ----------------------------------------------------------- | --- | --- |
| Laser a rubino                                                                                  | 694,3 nm                                                    | Lampada stroboscopica                                                                                | Olografia, rimozione di tatuaggi. Il primo tipo di laser a luce visibile inventato (Maiman 1960). |
| Laser Nd:YAG                                                                                    | 1,064 µm, (1,32 µm)                                         | Lampada stroboscopica, diodo laser                                                                   | Lavorazione di materiali, misurazione distanze, puntatori laser, chirurgia, fisioterapia, ricerca, pompaggio di altri laser (combinato con duplicatori di frequenza per produrre un fascio verde da 532 nm). Uno dei più comuni laser ad alta potenza. Di solito funziona ad impulsi (brevi fino a frazioni di nanosecondo).                                                                                  |
| Laser Er:YAG                                                                                    | 2,94 µm                                                     | Lampada stroboscopica, diodo laser                                                                   | Scalatura periodontale, odontoiatria. |
| Laser Nd:YLF                                                                                    | 1,047 e 1,053 µm                                            | Lampada stroboscopica, diodo laser                                                                   | Generalmente usato per il pompaggio impulsivo di certi tipi di laser Ti:zaffiro, combinato con duplicatori di frequenza. |
| Laser Nd:YVO4                                                                                   | 1,064 µm                                                    | diodo laser                                                                                          | Generalmente usato per il pompaggio continuo di laser Ti:zaffiro o a coloranti in mode-locking, in combinazione con duplicatori di frequenza. Usato anche a impulsi per marcatura e microlavorazioni meccaniche. |
| Laser Nd:YCOB (Nd:YCa4O(BO3)3)                                                                  | ~1,060 µm (~530 nm alla seconda armonica)                   | diodo laser                                                                                          | Nd:YCOB è un cosiddetto "materiale laser ad autoraddoppio di frequenza" o materiale SFD, che oltre ad essere capace di amplificazione laser ha anche caratteristiche ottiche nonlineari che lo rendono capace di funzionare in seconda armonica. Tali materiali permettono di semplificare il progetto di laser verdi ad elevata brillantezza.                                                                |
| Laser Neodimio-vetro (Nd:Glass)                                                                 | ~1,062 µm (vetri ai silicati), ~1,054 µm (vetri ai fosfati) | Lampada stroboscopica, diodo laser                                                                   | Usati per potenze ed energie estremamente elevate (dell'ordine del terawatt e dei megajoule), in sistemi a fasci multipli per fusione a confinamento inerziale. Viste le potenze in gioco, i laser Nd:Glass sono otticamente nonlineari e vengono usati per triplicare la loro stessa frequenza di lavoro: funzionano generalmente in terza armonica a 351 nm.                                                |
| Laser allo zaffiro di titanio (Ti:zaffiro)                                                      | 650-1100 nm                                                 | Altri laser                                                                                          | spettroscopia, Lidar, ricerca. Questo laser si usa spesso in laser infrarossi altamente accordabili in modelocking per produrre impulsi ultrabrevi e in amplificatori laser per produrre impulsi ultrabrevi e ultrapotenti. |
| Laser Tm:YAG (Tm:YAG)                                                                           | 2,0 µm                                                      | diodo laser                                                                                          | Lidar. |
| Laser itterbio:YAG (Yb:YAG)                                                                     | 1,03 µm                                                     | Diodo laser, lampada stroboscopica                                                                   | Raffreddamento ottico, lavorazione materiali, ricerca sugli impulsi ultrabrevi, microscopia multifotonica, Lidar. |
| Laser a vetro drogato con itterbio (bacchette, piastrine, fibre))                               | 1 µm                                                        | diodo laser                                                                                          | La versione a fibra è in grado di produrre parecchi kilowatt di potenza continua vantando una efficienza ottico-ottico del 70-80% ed elettrico-ottica del 25%. Lavorazione di materiali: taglio, saldatura, marcatura; fibre ottiche nonlineari: sorgenti basate su nonlinearità di fibre a larga banda, pompaggio per laser Raman su fibra; pompa Raman di amplificazione distribuita per telecomunicazioni. |
| Laser Olmio:YAG (Ho:YAG)                                                                        | 2,1 µm                                                      | diodo laser                                                                                          | Ablazione tissutale, rimozione di calcoli renali, odontoiatria. |
| Laser Ce:LiSAF, Ce:LiCAF (fluoruro di litio, stronzio (o calcio) e alluminio drogato con cerio) | ~280 fino a 316 nm                                          | Pompaggio di laser Nd:YAG a frequenza quadruplicata, di laser a eccimeri, di laser a vapori di rame. | Sensoristica atmosferica remota, Lidar, ricerca ottica. |
| Laser a stato solido a vetro fosfatico drogato con Promezio 147 (147Pm+3:Glass)                 | 933 nm, 1098 nm                                             | ??                                                                                                   | Questo materiale laser è radioattivo. Dopo la dimostrazione del suo funzionamento all'LLNL nel 1987, per il decadimento del promezio 147 il mezzo di amplificazione laser si è trasformato in un étalon composto di vetro ai fosfati drogato con piombo e indio. |
| Laser al crisoberillo drogato al cromo (alessandrite)                                           | Generalmente sintonizzato nella gamma da 700 a 820 nm       | Lampada stroboscopica, diodo laser, arco almercurio (per funzionamento in onda continua)             | Dermatologia, Lidar, lavorazioni laser. |
| Laser a vetro drogato con erbio ed erbio-itterbio                                               | 1,53-1,56 µm                                                | diodo laser                                                                                          | Questi vetri sono fabbricati in bacchette, pistrine e fibre. Le fibre ottiche drogate con erbio sono comunemente usate come amplificatori ottici per telecomunicazioni. |
| Laser a stato solido al fluoruro di calcio drogato con uranio trivalente (U:CaF2)               | 2,5 µm                                                      | Lampada stroboscopica                                                                                | È stato il primo laser a stato solido a quattro livelli (novembre 1960) sviluppato da Peter Sorokin e Mirek Stevenson nei laboratori IBM, e il secondo laser inventato in assoluto (dopo il laser a rubino di Maiman), raffreddato con elio liquido. Oggi non è più usato. |
| Laser a fluoruro di calcio drogato con samario bivalente (Sm:CaF2)                              | 708,5 nm                                                    | Lampada stroboscopica                                                                                | Anche questo inventato da Peter Sorokin e Mirek Stevenson nei laboratori IBM, primi mesi del 1961. Anche questo raffreddato a elio liquido e oggi non più usato. |
| Laser a centri F.                                                                               | 2,3-3,3 µm                                                  | Laser a ioni                                                                                         | Spettroscopia |

## Laser a semiconduttori
| Mezzo e tipo di amplificazione laser                  | Lunghezza d'onda operativa                               | Sorgente di pompaggio | Usi e note |
| ----------------------------------------------------- | -------------------------------------------------------- | --------------------- | --- |
| Diodo laser a semiconduttore (informazioni generiche) | 0,4-20 µm, a seconda del materiale della regione attiva. | Corrente elettrica    | Telecomunicazioni, olografia, stampa laser, armamenti, macchinari, saldatura, fari di profondità per automobili, sorgenti di pompaggio per altri laser.                                                                    |
| GaN                                                   | 0,4 µm                                                   | Corrente elettrica    | Dischi ottici |
| AlGaAs                                                | 0,63-0,9 µm                                              | Corrente elettrica    | Dischi ottici, puntatori laser, comunicazioni dati. I laser da 780 nm per i lettori CD sono il tipo di laser più comune del mondo. Pompaggio di altri laser a stato solido, lavorazioni industriali, applicazioni mediche. |
| InGaAsP                                               | 1,0-2,1 µm                                               | Corrente elettrica    | Telecomunicazioni, pompaggio di altri laser a stato solido, lavorazioni industriali, applicazioni mediche. |
| sali di piombo                                        | 3-20 µm                                                  | Corrente elettrica    | |
| Vertical cavity surface emitting laser (VCSEL)        | 850-1500 nm, a seconda del materiale                     | Corrente elettrica    | Telecomunicazioni |
| Laser a cascata quantica                              | Dal medio al lontano infrarosso.                         | Corrente elettrica    | Ricerca, applicazioni future includono radar anticollisione, controllo di processi industriali e strumenti di diagnosi medica come analizzatori del fiato.                                                                 |
| Laser ibridi al silicio                               | Medio infrarosso                                         | Corrente elettrica    | Ricerca |

## Altri tipi di laser
| Mezzo e tipo di amplificazione laser                                                                                               | Lunghezza d'onda operativa | Sorgente di pompaggio | Usi e note |
| --- | --- | --- | --- |
| Laser a elettroni liberi | Una vasta gamma di lunghezze d'onda (da circa 100 nm a molti millimetri); i laser a elettroni liberi sono sintonizzabili su molte lunghezze d'onda diverse. | Fascio di elettroni relativistico | Ricerca atmosferica, scienza dei materiali, applicazioni di ricerca in medicina molecolare. |
| Laser "simil-nichel" al samario | Raggi X a 7,3 nm | Doppio impulso laser dell'ordine del terawatt in un plasma ultra-caldo di samario, creato da un laser Nd:Glass ad altissima potenza nei laboratori Ruterford Appleton. | Prima dimostrazione di operazione saturata efficace di un laser a raggi X con lunghezza d'onda al di sotto di 10 nm; possibili applicazioni in microscopia ad alta risoluzione e olografia. Il funzionamento è vicino alla "finestra dell'acqua" da 2,2 a 4,4 nm, dove sarebbe possibile l'osservazione della struttura del DNA e dell'azione dei virus e dei farmaci nelle cellule. |
| Laser Raman, usa la diffusione Raman anelastica stimolata in un mezzo nonlineare, generalmente fibre ottiche, per l'amplificazione | 1-2 µm per varie versioni della fibra | Altri laser, soprattutto laser in fibra ottica Yb-vetro | Copertura completa dell'intervallo 1-2 µm; amplificazione ottica distribuita di segnali per telecomunicazioni; generazione e amplificazione di solitoni. |
| Laser a pompaggio atomico | Vedi laser a gas | Fissione nucleare | Ricerca |